# 由志園
由志園是位於日本島根縣松江市大根島的日本庭園，其特色為栽種牡丹及高丽参，園內的牡丹種類約有250種，不分季節全年均可以欣賞到牡丹。
每年4月中旬至5月中旬會配合大根島牡丹祭舉辦「牡丹園遊會」。
目前園內的庭園及設施包括：
- 寒牡丹庭園
- 牡丹館
- 牡丹庭園
- 枯山水庭園
- 熔岩庭園
- 雲州人參博物館

## 歷史
由志園為門脇榮為發展大根島的觀光，於1970年12月開始興建；「由志園」名稱中的「由」取自門脇榮父親「門脇由藏」之名，「志」則是表示為促進大根島產業發展的目的。
第一期的工程於1975年完成，並在4月開始對外營運，此後在1982年及1992年陸續完成第二期及第三期的工程，1996年及1999年又陸續完成室內庭園「牡丹館」。
而由志園在1988年改組為有限會社，2009年設立農業生產法人由志園農業公司株式會社，致力於在大根島栽種牡丹、人參及蕎麥。
在2000年時的年入園參觀人次約為30萬人，但此後隨著日本休閒旅遊的多樣化，入園人數逐漸下滑，在2012年更僅剩18萬人次；因此由志園開始邀請各地的藝術家在園內進行各項結合現代藝術的特別展覽，包括：在園內的水池中以五萬朵漂浮的牡丹花組成的「池泉牡丹」、使用100萬個LED經程式控制後水中規劃成「夜間庭園」、邀請插花家假屋崎省吾配合點燈在園區內設計大型插花作品，讓入園人數開始回升，至2019年時再度回到30萬人，其中有3.5萬為海外旅客
2010年台灣台北市舉辦臺北國際花卉博覽會時，邀請大根島的牡丹花業者於農曆新年前在台北市建國假日花市舉辦「松江大根島牡丹花展」，此後此項展覽成為台北市建國假日花市每年農曆新年前的固定活動；2017年起由志園也加入此項在台北市舉行的展覽。

## 照片集

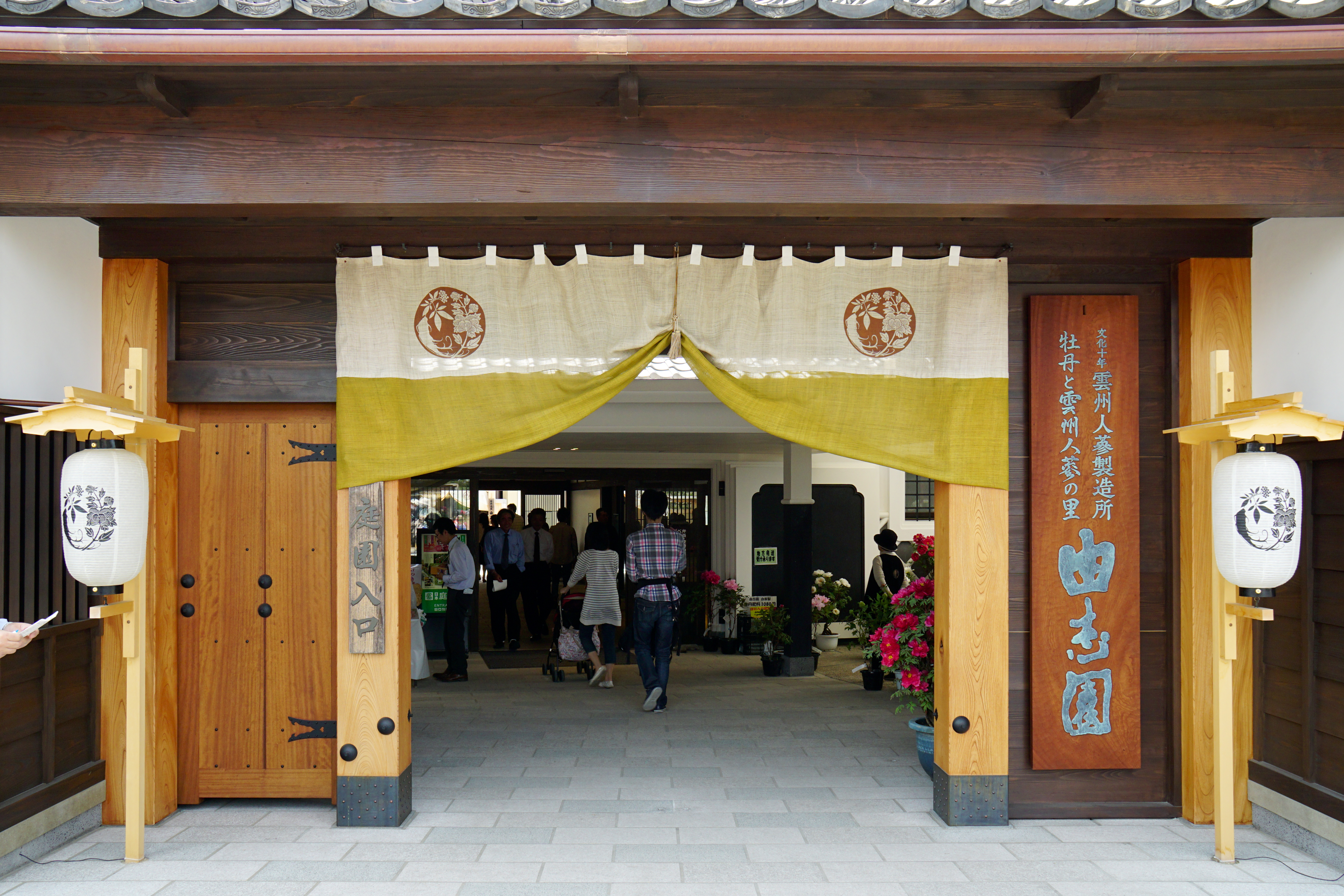
由志園入口
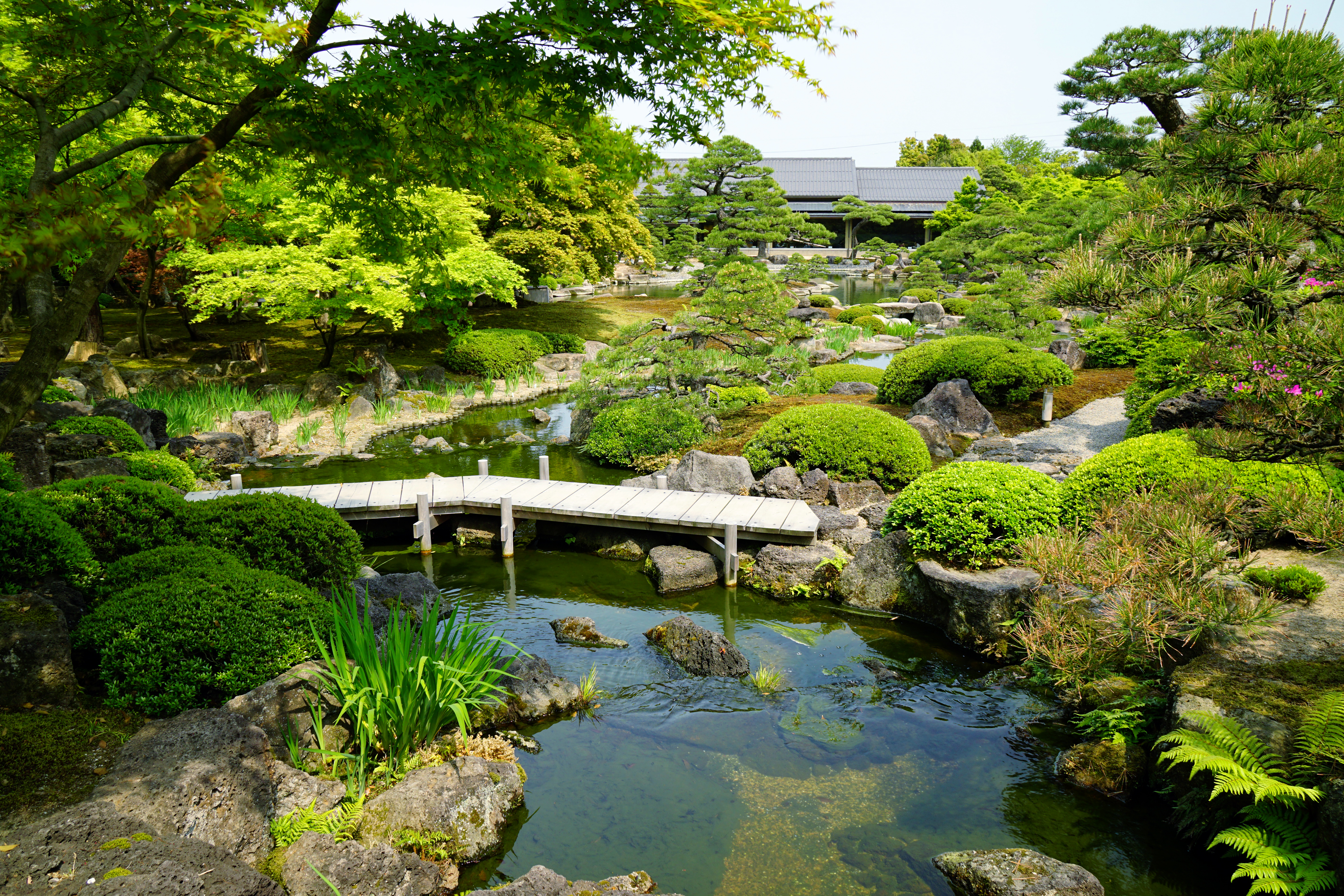
園內一景
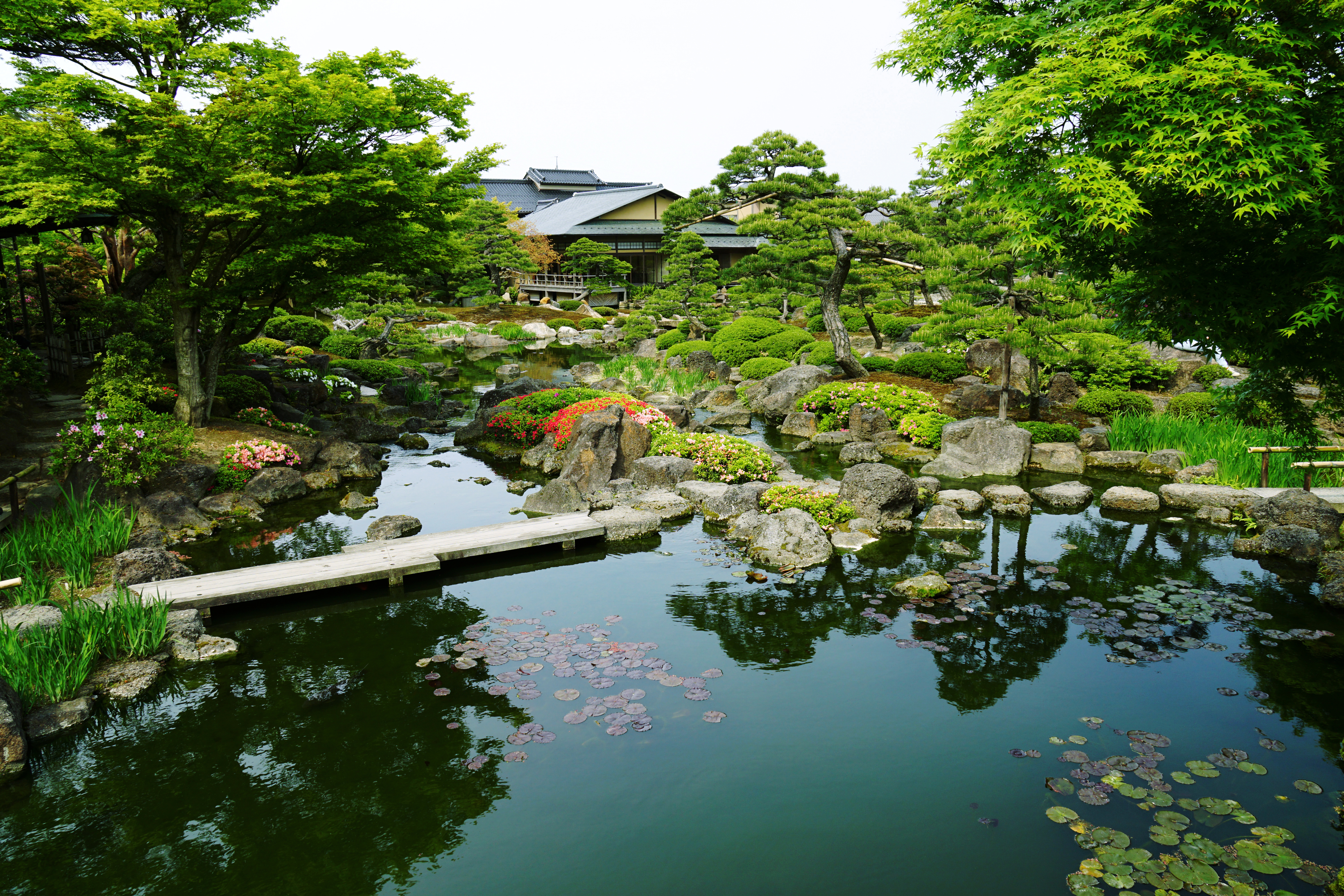
園內一景
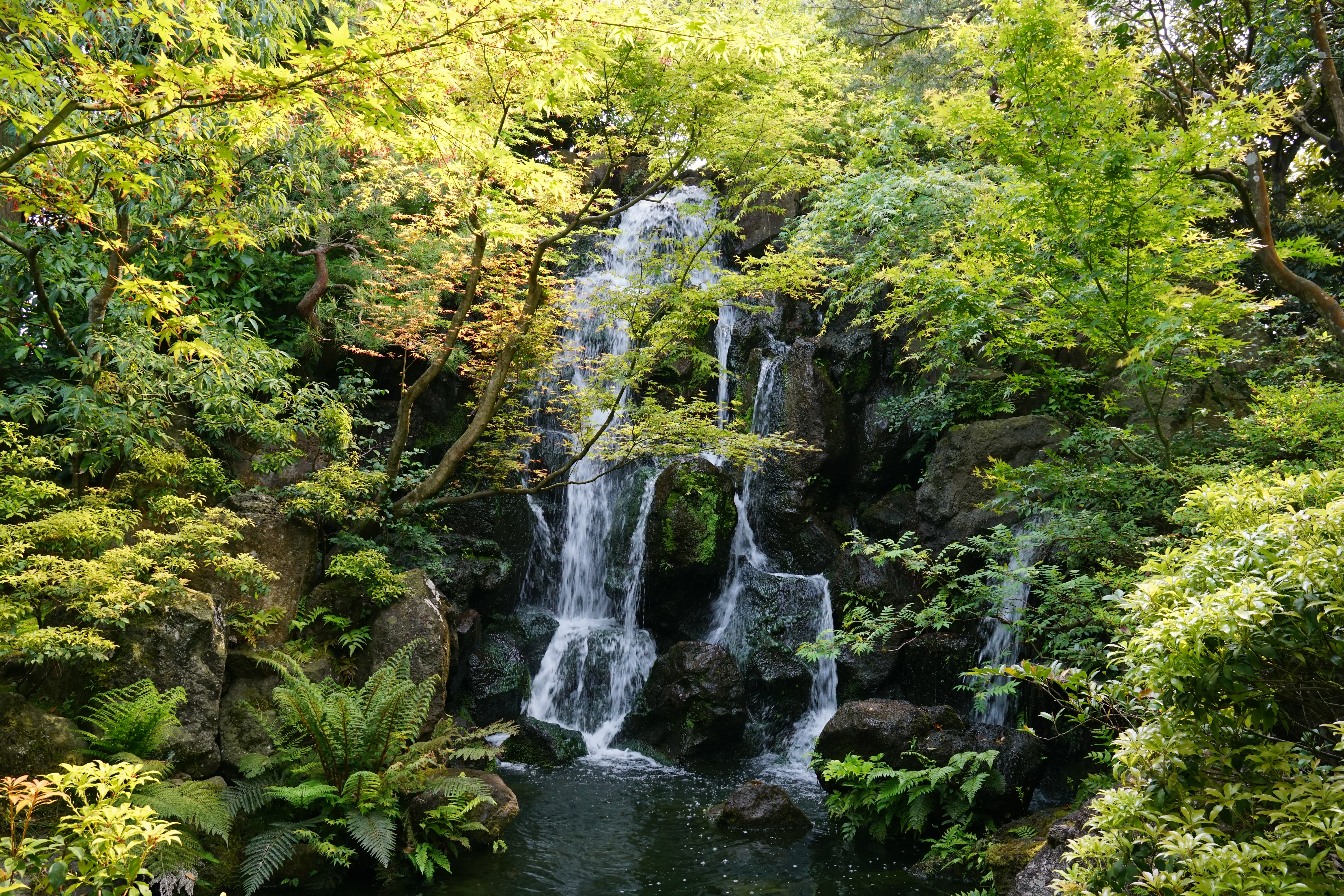
園內一景
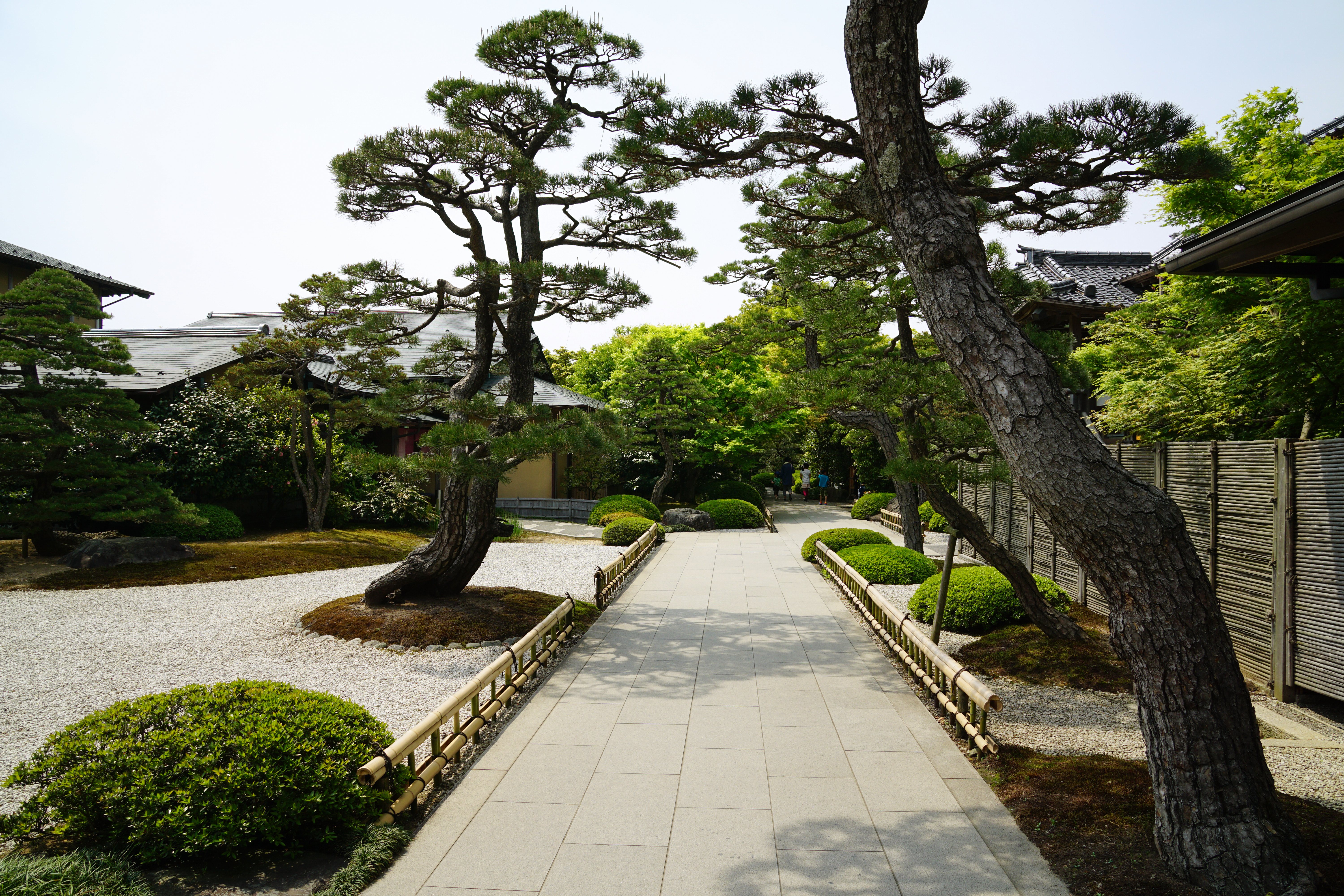
園內一景
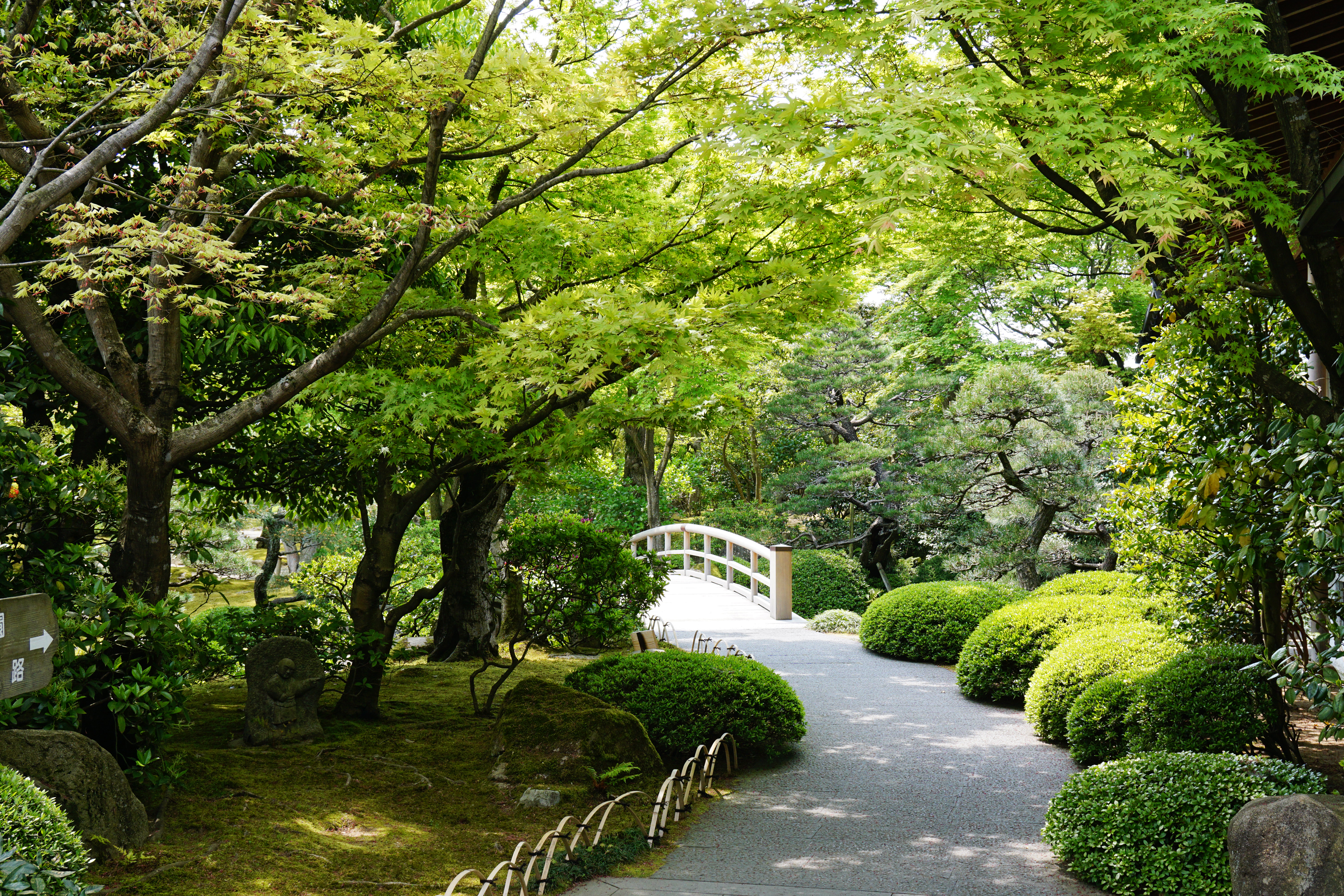
園內一景
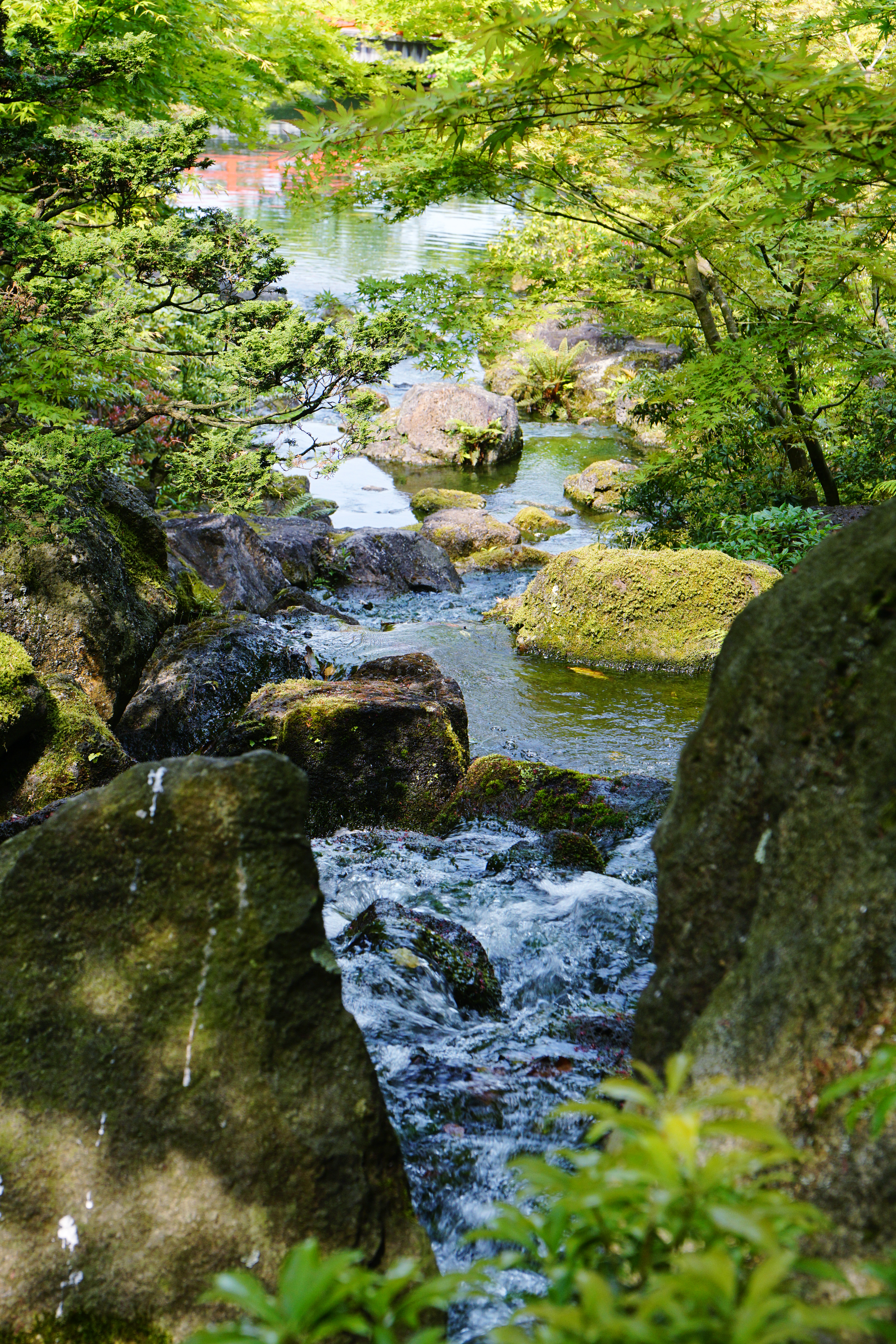
園內一景
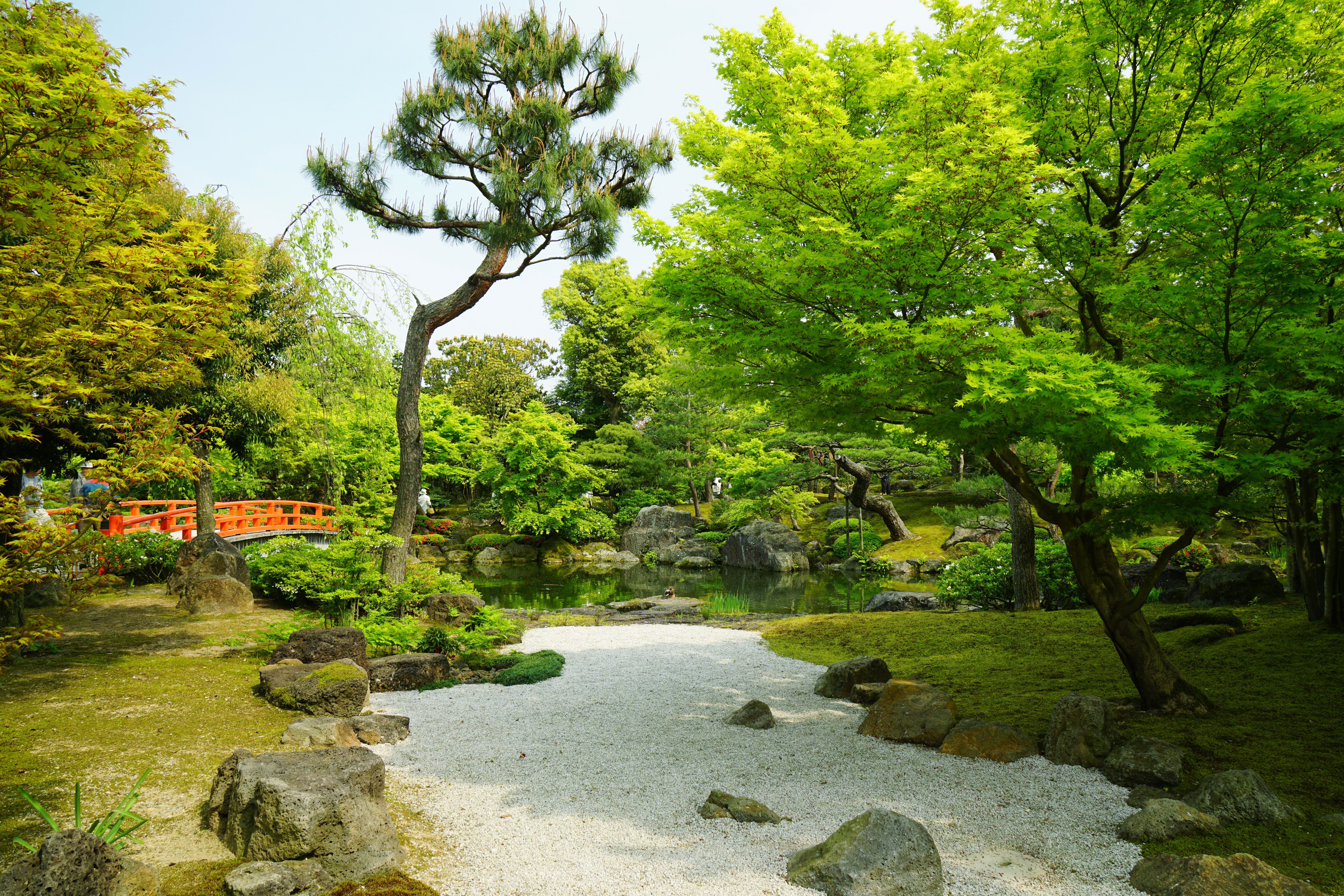
園內一景
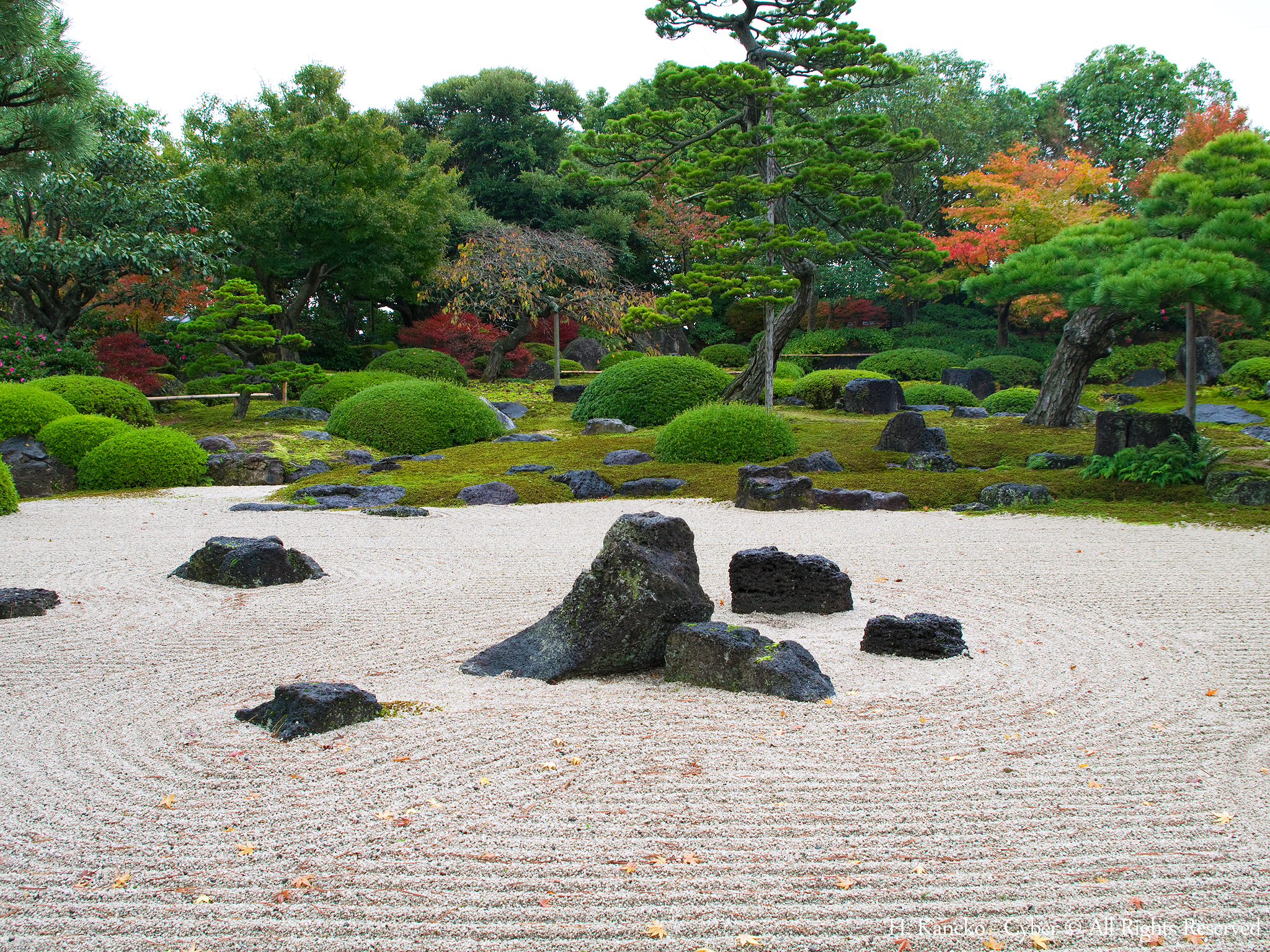
園內一景
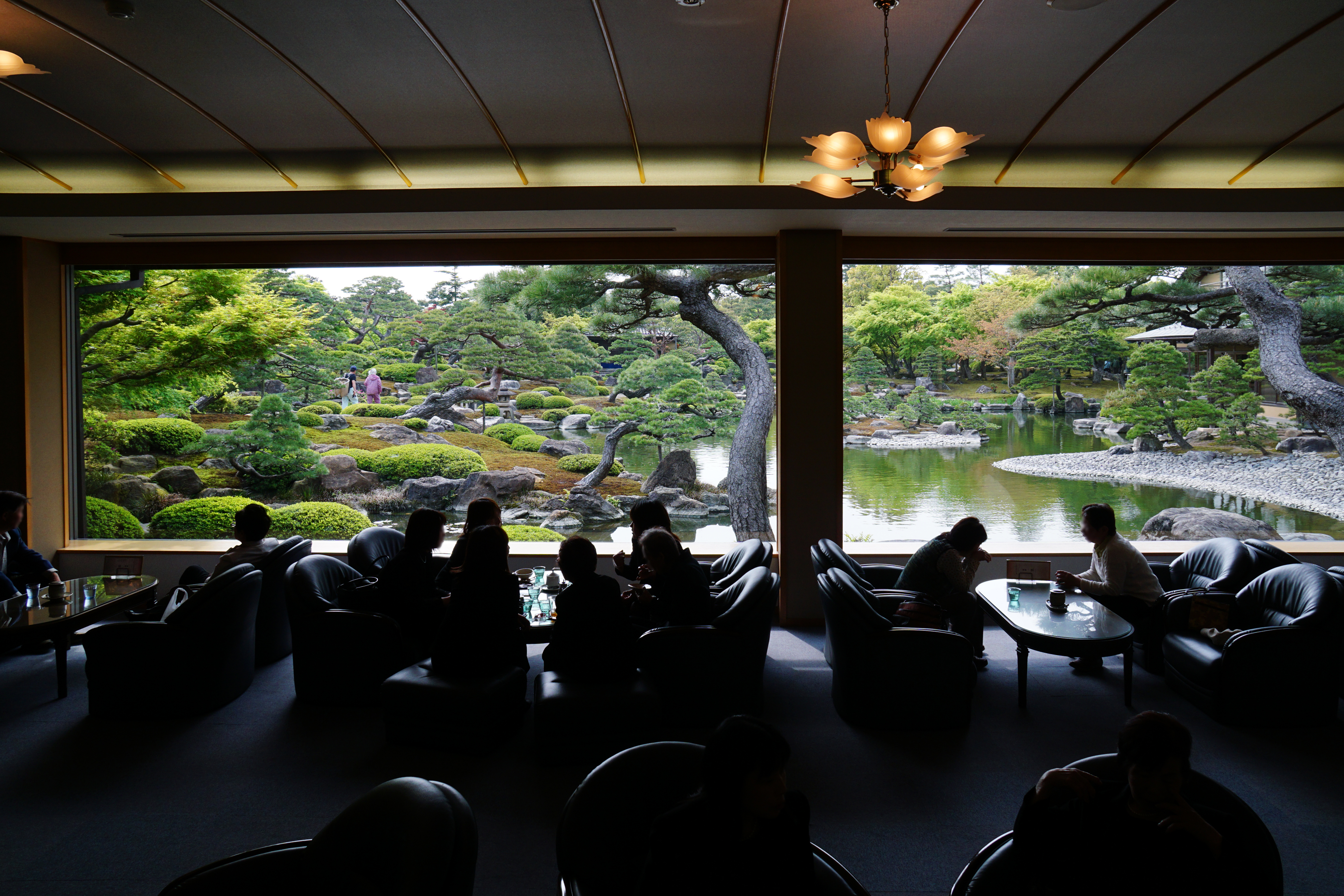
茶室「一望」景觀
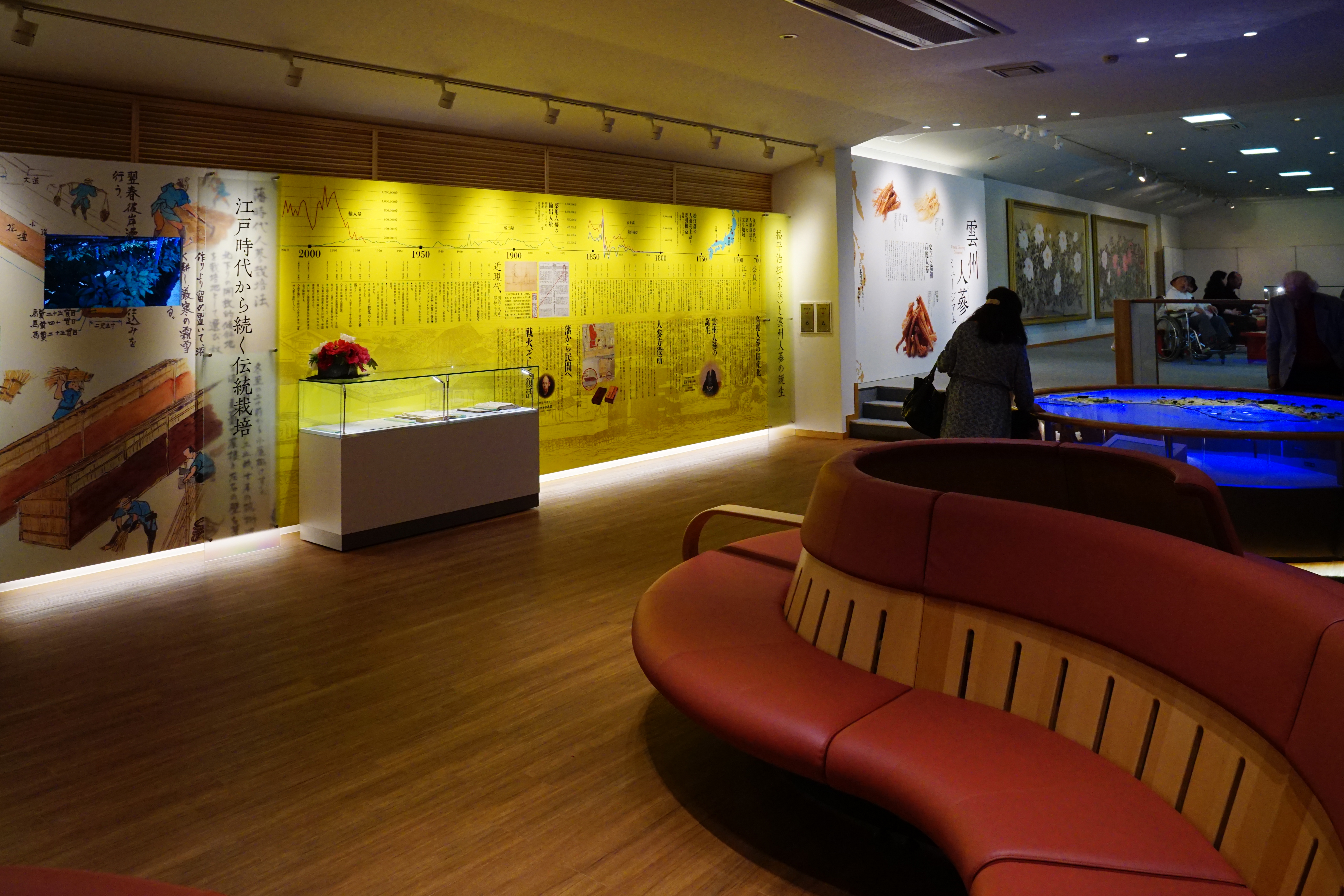
雲州人參博物館

## 外部連結
- （繁體中文） 由志園 （页面存档备份，存于）
- （简体中文） 由志園 （页面存档备份，存于）